# Kalbeck (Weeze)
Kalbeck ist eine Gemarkung und ein Ortsteil der Gemeinde Weeze im Kreis Kleve in Nordrhein-Westfalen. Bis 1928 war Kalbeck eine eigenständige Gemeinde im damaligen Kreis Geldern.

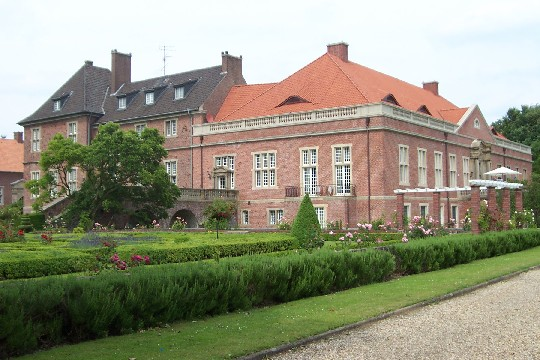
Schloss Kalbeck

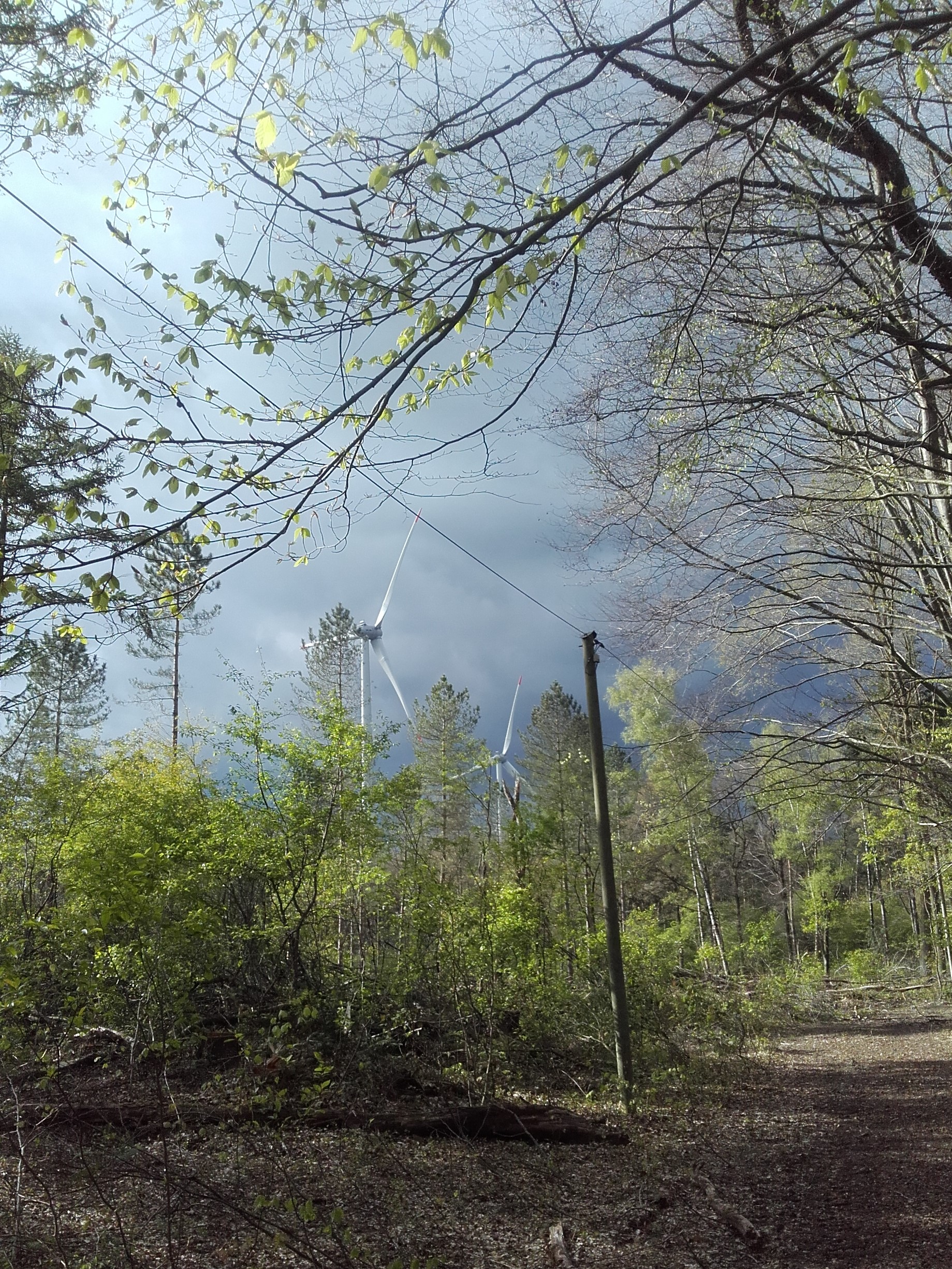
Kalbecker Forst

## Geographie
Kalbeck ist eine landwirtschaftlich geprägte und nur aus wenigen Einzelhöfen bestehende Streusiedlung im Nordosten des Gemeindegebiets von Weeze. Große Teile der Gemarkung sind mit dem Kalbecker Busch bewaldet. Die ehemalige Gemeinde Kalbeck besaß eine Fläche von 12,3 km².

## Geschichte
Die erste urkundliche Erwähnung einer Hofstelle Kalbeck stammt aus dem Jahre 1326. Aus der Hofstelle entwickelten sich die Bauerschaft und das Schloss Kalbeck, das zum Sitz einer kleinen eigenständigen Herrschaft wurde. Seit dem 19. Jahrhundert bildete Kalbeck eine Landgemeinde in der Bürgermeisterei Weeze im Kreis Geldern im Regierungsbezirk Düsseldorf. Am 1. Oktober 1928 wurde Kalbeck nach Weeze eingemeindet.

## Einwohnerentwicklung
| Jahr | Einwohner | Quelle |
| ---- | --------- | ------ |
| 1832 | 346       | [ 3 ]  |
| 1861 | 326       | [ 4 ]  |
| 1871 | 303       | [ 5 ]  |
| 1885 | 312       | [ 1 ]  |
| 1910 | 357       | [ 6 ]  |